# Neotysonia
Neotysonia es un género monotípico de plantas con flores perteneciente a la familia de las asteráceas. Su única especie: Neotysonia phyllostegia, es originaria de Australia.

## Descripción
Es una planta herbácea anual con flores de color amarillo que florece en septiembre-noviembre en Australia Occidental.

## Taxonomía
Neotysonia phyllostegia fue descrita por (F.Muell.) Paul G.Wilson   y publicado en Opera Botanica 104: 93. 1991.
Sinonimia
- Swinburnia phyllostegia (F.Muell.) Ewart
- Tysonia phyllostegia F.Muell. basónimo[5]